# Vetenskapsåret 1896

## Händelser
- Guglielmo Marconi demonstrerar den första trådlösa telegrafen.

### Astronomi
- 9 augusti - En total solförmörkelse inträffade över Sverige.

### Fysik
- Okänt datum - Henri Becquerel upptäckte radioaktiviteten.

### Matematik
- Okänt datum -Primalsatsen bevisas för första gången.[1]

### Medicin
- Okänt datum - Joseph Babinski demonstrerar Babinskis tåfenomen för första gången

## Pristagare
- Copleymedaljen: Karl Gegenbaur
- Darwinmedaljen: Giovanni Battista Grassi
- Lyellmedaljen: Arthur Smith Woodward
- Wollastonmedaljen: Eduard Suess [2]
- De Morgan-medaljen: Samuel Roberts

## Födda
- 15 april – Nikolaj Semjonov, rysk kemist och fysiker, nobelpristagare.
- 15 augusti – Gerty Cori, amerikansk kemist, nobelpristagare.
- 5 december – Carl Cori, amerikansk kemist, nobelpristagare.

## Avlidna
- 19 augusti – Alexander Henry Green, brittisk geolog.
- 30 september – Moritz Wilhelm Drobisch, tysk matematiker och filosof.
- 10 december – Alfred Nobel, svensk kemist, ingenjör och uppfinnare.

### Fotnoter
1. ↑  Crilly, Tony (2007). 50 Mathematical Ideas you really need to know. London: Quercus. sid. 37. ISBN 978-1-84724-008-8
2. ↑  ”Geological Society”. Arkiverad från originalet den 5 juni 2011. https://web.archive.org/web/20110605102217/http://www.geolsoc.org.uk/gsl/society/history/page750.html. Läst 13 april 2011.